# گایتهاین
شهر گایتهایندر ایالت زاکسن در کشور آلمان واقع شده‌است.